# North Creake
Pour l’article homonyme, voir South Creake.
North Creake est une paroisse civile et un village du Norfolk, en Angleterre.